# El correu de Varsòvia
El correu de Varsòvia o El missatger de Varsòvia (títol original en polonès, Kurier) és una pel·lícula polonesa dirigida per Władysław Pasikowski del 2019. L'estrena mundial va tenir lloc l'11 de març de 2019 al Gran Teatre de Varsòvia. La preestrena va comptar amb la presència de cineastes, públic i polítics, entre ells president de la República de Polònia Andrzej Duda. La pel·lícula es va estrenar als cinemes de Polònia el 15 de març de 2019. L'1 de setembre de 2019 va tenir lloc l'estrena televisiva de la pel·lícula a TVP1. S'ha doblat al valencià per a À Punt amb el títol d'El correu de Varsòvia, i al català central per a TV3 amb el nom d'El missatger de Varsòvia.

## Sinopsi
La pel·lícula està inspirada en la història real de Jan Nowak-Jeziorański, conegut com "El missatger de Varsòvia". La seva missió solitària era decidir el destí de Polònia i la Segona Guerra Mundial. La pel·lícula té lloc unes desenes de dies abans de l'esclat de l'aixecament de Varsòvia. Jan Nowak-Jeziorański (Philippe Tłokiński) va rebre l'encàrrec d'anar a Londres per informar el govern polonès a l'exili sobre la situació a Varsòvia. Després de conèixer els polítics britànics i el comandant en cap Kazimierz Sosnkowski, torna a Polònia amb la seva ordre per al comandament de l'Armia Krajowa per aturar l'esclat de l'aixecament i amb informació que no es pot comptar amb l'ajuda dels aliats.